# ديف سورنسون
ديف سورنسون (بالإنجليزية: Dave Sorenson)‏ مواليد 8 يوليو 1948 في فندلي - الوفاة 9 يوليو 2002، كان لاعب كرة سلة أمريكي. تم اختياره من قبل فريق كليفلاند كافالييرز خلال الدرافت. بلغ طوله 6 قدم 8 بوصة (2.0 م). لعب مع كليفلاند كافالييرز وفيلادلفيا سفنتي سيكسرز.

## روابط خارجية
- ديف سورنسون على موقع إن بي أي (الإنجليزية)
- ديف سورنسون على موقع سبورتس رفرنس (الإنجليزية)
- ديف سورنسون على موقع كلية كرة السلة في سبورتس رفرنس.كوم (الإنجليزية)
- ديف سورنسون على موقع ريلجم (الإنجليزية)
- ديف سورنسون على موقع بروبوليرز (الإنجليزية)